# Menopausa
Menopausa é o momento na vida de maior parte das mulheres em que os períodos menstruais cessam de forma permanente, deixando assim de poder engravidar. A menopausa ocorre geralmente entre os 49 e 52 anos de idade. Os profissionais de saúde muitas vezes definem menopausa como a situação em que a mulher não apresenta qualquer hemorragia vaginal durante pelo menos um ano. Pode também ser definida por uma diminuição da produção de hormonas nos ovários. Em mulheres foram submetidas a uma cirurgia para remoção do útero, mas que ainda possuem ovários, pode-se definir menopausa como tendo ocorrido no momento da cirurgia ou no momento em que os níveis hormonais diminuem. Quando o útero é removido, os sintomas geralmente manifestam-se mais cedo, em média aos 45 anos de idade.
Ao longo do intervalo de tempo que antecede a menopausa, geralmente os períodos de uma mulher tornam-se irregulares, o que significa que o intervalo de tempo entre eles pode ser mais curto ou mais longo ou que a quantidade de fluxo menstrual pode ser maior ou menor de período para período. Durante este intervalo, muitas vezes as mulheres sentem ondas de calor que duram entre trinta segundos e dez minutos, e podem estar associadas a arrepios, suor e rubor da pele. As ondas de calor muitas vezes desaparecem após um ou dois anos. Entre outros sintomas estão secura vaginal, dificuldade em adormecer e alterações de humor. A gravidade dos sintomas varia de mulher para mulher. Embora seja comum a crença de que a menopausa está associada a um aumento das doenças cardiovasculares, esse aumento deve-se à própria idade e não existe uma relação direta com a menopausa. Em algumas mulheres, a menopausa pode melhorar algumas condições anteriormente presentes, como endometriose ou períodos dolorosos.
Na maior parte dos casos a menopausa é uma alteração natural do corpo. Em fumadoras, a condição pode ocorrer mais cedo. Entre outras causas estão a cirurgia para remoção de ambos os ovários ou alguns tipos de quimioterapia. A nível fisiológico, a menopausa tem origem na diminuição da produção das hormonas estrogénio e progesterona pelos ovários. Embora geralmente não seja necessário, o diagnóstico de menopausa pode ser confirmado pela medição dos níveis hormonais no sangue ou na urina. A menopausa é o oposto da menarca, o momento em que ocorre o primeiro período da mulher.
Geralmente não é necessário tratamento específico para a menopausa. No entanto, alguns dos sintomas podem melhorar com determinadas medidas. As ondas de calor podem melhorar evitando o consumo de tabaco, cafeína e bebidas alcoólicas. Para a dificuldade em adormecer recomenda-se dormir num quarto fresco ou com a ajuda de uma ventoinha e a realização de exercício físico. Alguns medicamentos também podem melhorar os sintomas, como a terapia de substituição hormonal, clonidina, gabapentina ou inibidores seletivos de recaptação de serotonina. Embora a terapia hormonal fosse anteriormente prescrita de forma rotineira, atualmente não está recomendada em pessoas com sintomas significativos devido à preocupação com os efeitos secundários. Não existem evidências de qualidade que confirmem a eficácia dos tratamento de medicina alternativa, embora haja alguns indícios no caso das isoflavonas de soja.

## Sinais e sintomas
A menopausa acontece quando os ovários cessam a produção de estrógenos, ao passo em que a capacidade reprodutiva diminui. Como o organismo naturalmente adapta-se aos níveis variáveis dos hormônios, vão surgindo em graus variados sintomas circulatórios como ondas de calor e palpitações, sintomas psicológicos, como aumento da depressão, ansiedade, irritabilidade, variações de humor e falta de concentração e, finalmente, sintomas de atrofia, como secura vaginal e urgência na urinação.
Além desses sintomas, a mulher também pode apresentar ciclos menstruais cada vez mais espaçados, escassos e irregulares.
Tecnicamente, a menopausa reporta à cessação do ciclo menstrual; considerando-se que esta redução dá-se num processo gradual, que leva normalmente cerca de um ano - mas pode durar, nalguns casos, de menos de seis meses a mais de cinco anos - é chamada por Climatério. O uso popular, entretanto, fez com que o termo menopausa fosse mais usado.
A menopausa natural, ou fisiológica, é aquela em que ocorre como uma parte natural do processo de envelhecimento normal da mulher. A menopausa pode, entretanto, derivar de procedimentos cirúrgicos, tais como a histerectomia, quando esta envolve a remoção dos ovários.
O início comum da menopausa se dá por volta dos 50 anos, mas algumas mulheres entram na menopausa numa idade menor, especialmente se elas sofreram algum tipo de câncer ou outra doença séria em que houve uso de quimioterapia.
A menopausa prematura (ou falência prematura dos ovários) são as menopausas que ocorrem em idades inferiores a 40 anos, e tem sua incidência em cerca de 1% das mulheres. Outras causas de menopausa prematura incluem Doença auto-imune, doenças na tireóide, e Diabete Mellitus. A menopausa prematura é diagnosticada medindo-se os níveis de FSH (do inglês: Follicle Stimulating Hormone ou hormônio folículo-estimulante) e do LH (do inglês: luteinizing hormone ou hormônio luteinizante) os níveis desses hormônios serão mais altos na pré-menopausa.
Índices de incidência de menopausa prematura elevados foram encontrados em casos de gêmeas: aproximadamente 5% delas são afetadas pela menopausa precoce antes dos 40 anos de idade. As razões disto não são compreendidas, completamente. Transplantes do tecido ovariano entre gêmeas idênticas tiveram êxito no restabelecimento da fertilidade.
O risco de osteoporose, cujo único sintoma geralmente são mais fraturas, aumenta após a menopausa, especialmente nas mulheres caucasianas de ascendência europeia. Portanto se recomendam exames de densidade óssea regulares.

## Síndrome Geniturinária da Menopausa (SGM)
A Síndrome Geniturinária da Menopausa ou Vaginite atrófica, anteriormente conhecida como atrofia urogenital, é uma condição que engloba uma variedade de sintomas que afetam o sistema genital e urinário, resultantes da queda dos níveis de estrogênio durante a menopausa. Entre os sinais e sintomas mais comuns estão a secura vaginal, que pode causar desconforto ou dor durante a relação sexual (dispareunia), prurido (coceira), sensação de queimação e diminuição da lubrificação vaginal. Além disso, muitas mulheres podem experimentar sintomas urinários, como urgência miccional, incontinência urinária, aumento da frequência urinária e infecções urinárias recorrentes. Esses sintomas podem afetar significativamente a qualidade de vida, influenciando tanto a saúde sexual quanto o bem-estar emocional da mulher na pós-menopausa.
Para o tratamento da SGM, várias abordagens estão disponíveis, visando aliviar os sintomas e melhorar a qualidade de vida das mulheres afetadas. O uso de terapia hormonal local, como cremes, anéis ou comprimidos vaginais de estrogênio, é uma das opções mais comuns. Além disso, tratamentos não hormonais, como hidratantes e lubrificantes vaginais, podem ser recomendados. Nos últimos anos, tecnologias avançadas, como o laser íntimo, têm ganhado destaque como uma opção eficaz e minimamente invasiva. O laser íntimo promove a regeneração do tecido vaginal, melhorando a lubrificação e reduzindo a dispareunia, com efeitos positivos também sobre os sintomas urinários. Outros tratamentos incluem a radiofrequência e o uso de ácido hialurônico injetável e fios de pdo, que podem ajudar a restaurar o tônus e a elasticidade vaginal.

### Em animais
Ao contrários dos seres humanos, os animais raramente experimentam a menopausa. Além dos humanos, a prolongação da vida pós reprodutiva é um fenômeno observado em algumas baleias e insetos, apenas. Essa característica, ainda guarda incertezas em relação as suas origens evolutivas, por isso, busca-se entender a razão de se existir a menopausa em fêmeas humanas.

## Graduação dos sintomas
Sendo diferenciados os graus dos sintomas mais comuns da menopausa, os médicos alemães H. S. Kupperman e M. H. G. Blatt propuseram uma tabela onde estes pudessem ser mensurados, em 1953, à qual foram acrescentados novos itens pelas médicas B. Neugarten e Ruth Kraines, em 1964. A presença maior ou menor desses sintomas auxilia no diagnóstico da presença da menopausa .
| Tabela Kupperman-Blatt   | Graduação | Graduação | Graduação |
| Sintoma                  | Leve      | Moderado  | Alto      |
| ------------------------ | --------- | --------- | --------- |
| Onda de calor            | 4         | 8         | 12        |
| Parestesia               | 2         | 4         | 6         |
| Insônia                  | 2         | 4         | 6         |
| Impaciência e nervosismo | 2         | 4         | 6         |
| Depressão                | 1         | 2         | 3         |
| Cansaço                  | 1         | 2         | 3         |
| Artrodinia e/ou Mialgia  | 1         | 2         | 3         |
| Cefaleia                 | 1         | 2         | 3         |
| Palpitação               | 2         | 4         | 6         |
| Zumbidos                 | 1         | 2         | 3         |
| Totais                   | 17        | 34        | 51        |

Os sintomas são considerados leves se a soma destes for até 19; serão moderados, de 20 a 35 e, finalmente, fortes acima de 35.

## Tratamento
A menopausa é um estágio natural da vida, não uma doença ou disfunção, e desta maneira não necessita automaticamente de nenhum tipo de tratamento. No entanto, quando os efeitos corporais são severos e prejudiciais, pode-se aliviá-los com tratamento medicamentoso.

### Terapia de Reposição Hormonal (HRT)
Na terapia de reposição hormonal (HRT), um ou mais estrogênios, usualmente em combinação com progesterona (e algumas vezes com testosterona) são administrados para compensar parcialmente a redução dos níveis destes hormônios no organismo, e também na tentativa de manutenção dos níveis naturais durante a perimenopausa. HRT era o tratamento mais usado para os sintomas da menopausa até a publicação de dois estudos nacionais de larga escala, em 2002. Estes estudos, um realizado pela Women’s Health Initiative dos Estados Unidos, e outro pela Million Woman Study da Inglaterra, investigaram os efeitos da HRT na saúde de mais de um milhão de mulheres. Os estudos demonstraram que o uso da HRT aumenta significativamente o risco de ataque cardíaco, ocorrência de trombos vasculares, acidente vascular cerebral e câncer de mama. Após a publicação destas descobertas, o órgão americano FDA (Food and Drug Administration) passou a recomendar que as mulheres que queiram usar a HRT, optem pela menor dose e tempo de tratamento possíveis. Também é recomendado que as mulheres que sentem ondas de calor tentem alternativas à HRT como tratamento de primeira escolha.

### Modulador seletivo do receptor de estrógeno(SERM)
SERM constituem uma nova classe de drogas que agem seletivamente como agonistas ou antagonistas dos receptores de estrogênio no organismo. FitoSERM são SERM oriundos de fonte botânica, fazendo-os relativamente mais seguros que outros tipos de tratamento disponíveis.

### Suplementos dietéticos alternativos
Suplementos dietéticos alternativos oferecem alívio intenso a moderado dos sintomas da menopausa. Alguns suplementos de fontes botânicas, como os fitoestrogênios, são conhecidos por exercerem efeitos estrogênicos no organismo, gerando alívio relativamente moderado dos sintomas da menopausa. Os suplementos fitoestrogênicos incluem isoflavonas de soja, red clover (Trifolium pratense), black cohosh (Cimicifuga racemosa) e yam (inhame selvagem, Dioscorea villosa). Note que efeitos adversos hepáticos severos têm sido descritos com o uso de black cohosh. Outras mudanças dietéticas também possuem um efeito positivo no alívio das ondas de calor. Estas incluem evitar o consumo de cafeína, bebidas quentes, chocolate, comidas apimentadas e álcool. Acredita-se que certas ervas também possam ajudar.

## Estresse e seus efeitos na menopausa
A transição para a menopausa é uma alteração significativa na vida de quem a vivencia, impactando a saúde física e mental. É uma fase biológica que marca a cessação da menstruação por pelo menos 12 meses consecutivos e pode ocorrer tipicamente entre 44 e 57 anos. No entanto, é uma transição que pode ocorrer ao longo de uma década ou mais.
Dentre os sintomas comuns na menopausa estão ondas de calor, suores noturnos, alterações de humor e distúrbios do sono. Algumas mulheres podem apresentar secura vaginal, ganho de peso e queda de cabelo - sintomas geralmente associados à queda dos níveis de estrogênio nessa fase de transição. Particularmente, a queda dos níveis de estrogênio acelera a perda de massa óssea, superando a capacidade natural do corpo de repô-la, o que aumenta o risco de osteoporose — uma doença que causa fragilidade óssea.
Pouco se encontra na literatura científica sobre a influência de fatores sociais na transição para a menopausa e nas experiências vividas durante a perimenopausa. Essa fase não é apenas um processo biológico, mas também é profundamente afetada por contextos sociais e psicológicos complexos.
Estudos revelam que estressores psicossociais  foram associados a piores sintomas de menopausa e bem-estar décadas após o relato inicial. Nas lista desses relatos estão históricos de abuso físico (relatado por 37,3%), instabilidade financeira (10,8%) e abuso sexual (7,7%) associados a piores sintomas da menopausa como piora da saúde em geral e sintomas depressivos. 

### Impacto da desigualdade social e acesso à saúde
Características demográficas como status socioeconômico e fatores relacionados à saúde, podem influenciar a maneira como uma mulher vivencia a menopausa, incluindo o momento em que ela ocorre naturalmente. Um estudo, com um grupo de mulheres de diferentes áreas socioeconômicas, constatou diferenças no incômodo com os sintomas da menopausa com relação aos sintomas psicológicos e somáticos mais intensos em mulheres sem plano de saúde ou em situação de rua, independentemente de idade, raça, estágio da menopausa e uso de terapia hormonal. A violência emocional do parceiro íntimo e o estresse pós-traumático também foram associados a sintomas relacionados ao sono, vasomotores e vaginais. Enquanto a violência física do parceiro íntimo foi associada a suores noturnos; e a agressão sexual associada a sintomas vaginais. 
Dois conceitos importantes ajudam a entender como o estresse constante e as desigualdades sociais afetam a menopausa: a interseccionalidade e a teoria do curso de vida. A interseccionalidade é a forma de olhar para os problemas sociais levando em conta que fatores como gênero, raça e classe social se cruzam e se combinam, influenciando a forma como as pessoas vivem e sofrem injustiças. Isso significa que as experiências das mulheres não são explicadas apenas por sexismo ou racismo separadamente — muitas vezes, elas enfrentam uma mistura desses e de outros fatores, como deficiência, moradia, orientação sexual e outros aspectos pessoais que geram exclusão ou dificuldades. Identidades, opressões e privilégios afetam uns aos outros, e as desigualdades resultantes são cumulativas, afetando as experiências vividas, a saúde e o bem-estar.
Já a teoria do curso de vida examina a saúde como continuidade integrada e postula que há uma interação dinâmica de elementos sociais e ambientais com fatores biológicos, comportamentais e psicológicos que moldam os resultados na saúde ao longo da trajetória de vida de uma pessoa.

### Discriminação cotidiana e seu reflexo na menopausa[25]
Particularmente entre mulheres de minorias raciais, é importante considerar que a discriminação racial pode ser um fator crítico e influente nas experiências e nos desfechos da menopausa. Pesquisadores avaliaram as diferenças nas experiências de transição da menopausa entre mulheres negras e brancas, utilizando exposições indiretas, como características socioeconômicas, discriminação cotidiana e estressores da vida, para avaliar o impacto do racismo nos resultados de sintomas da menopausa.
No início do estudo, 46% das mulheres negras, em comparação com 37% das mulheres brancas, relataram apresentar sintomas vasomotores. Além disso, 27% das mulheres negras relataram sintomas depressivos clinicamente significativos, em comparação com 22% das mulheres brancas. As mulheres negras já apresentavam uma carga de doenças maior do que as mulheres brancas, sendo mais propensas a relatar problemas de saúde, a obesidade, a ter síndrome metabólica, diabetes e hipertensão. As mulheres negras tinham ainda 50% maior probabilidade do que as mulheres brancas de relatar ondas de calor; maior probabilidade do que as mulheres brancas de apresentar depressão incidente; menor probabilidade de relatar problemas de sono, mas maior probabilidade de ter uma qualidade de sono ruim; maior probabilidade de ter hipertensão não tratada e menor probabilidade de usar medicamentos para reduzir o colesterol; e 22% tinham maior probabilidade de relatar limitações substanciais no funcionamento físico.

### Considerações finais
A transição da menopausa é um período na meia-idade que molda a trajetória do curso de vida de uma mulher. Ao considerar tanto a interseccionalidade quanto a teoria do curso de vida, pode-se obter uma compreensão mais abrangente de como o estresse psicossocial e as desigualdades desempenham um papel importante nessa importante fase da vida de uma mulher.